# Districte d'Ambala
Ambala (Umballa) és un dels 20 districtes d'Haryana, a l'Índia. La capital és Ambala. La superfície és de 1568,85 km² i la població d'1.013.660 (2001). Limita al sud-est amb el districte de Yamuna Nagar, al sud amb el districte de Kurukshetra, a l'oest els districtes de Patiala i Ropar (del Panjab) i el territori de Chandigarh, i al nord i nord-est amb les serralades de Shivalik de Solan i el districte de Sirmaur (Himachal Pradesh). Els seus rius principals són el Markanda (i alfuents), el Dangri (o Tangri) amb els seus tributaris, i el Ghagghar (i afluents).
Està dividit en dues divisions:
- Divisió d'Ambala (tahsils de Ambala i Barara)
- Divisió de Naraingarh (1 tahsil, Naraingarh)

I aquestes en tres tahsil:
- Ambala
- Barara
- Naraingar

I en sis blocks:
- Ambala I
- Ambala II
- Barara
- Naraingar
- Saha
- Shahzadpur

## Història
El territori entre els rius Ghaggar i Saraswati és la terra sagrada de la religió hindú i fou la primera terra en la que es van establir els aris i on la religió va agafar les seves característiques. Thanesar i Pihewa es conservaren com a centres de pelegrinatge. El mahabarata parla dels conflictes entre els Pandava i els Karauva. S'han trobat monedes del rei indo-part Gondofernes i una de Mahakshtrapa Rajuvala. Per troballes de restes se suposa que fou part de l'Imperi Maurya i probablement de l'Imperi Sunga. També s'han fet troballes Kushana i probablement fou part de l'Imperi Gupta opinió a la qual dona suport la inscripció a la columna de Mehrauli i monedes de plata trobades a diversos llocs. També devia formar part del regne d'Harsa. La primera informació històrica és del segle VII del viatger xinès Hwen Tsang que diu que era el centre d'un regne hindú pròsper amb capital a Srugna probablement el modern poble de Sugh, prop de Jagadhri, sota influència del budisme. Aquest regne hauria conservat el poder fins a la conquesta musulmana però no es devia escapar als intents de Kanauj per conquerir-lo. La ciutat d'Ambala, que derivaria e Amba Wala (Ciutat del Mango) té diverses versions associades a la seva fundació.
El primer conqueridor fou Mahmud de Gazni, testimoniat per la columna de Topara. El 1192 el rajput chauhan Prithviraj va ser derrotat a la segona batalla de Terrain i els musulmans van dominar la zona en endavant. Fou part de l'imperi de Qutb-ad-Din Àybak, i va patir la invasió de Tamerlà el 1399. El 1450 Bahlul Lodi, governador de Panjab, va dominar la zona, i els seus successors van continuar fins a l'arribada de Baber el 1526. Sota Akbar el Gran la regió d'Ambala fou part del suba (subahat) del Sirhind.
A la mort d'Aurangzeb la regió fou atacada per Banda Bahadur, un deixeble de Guru Govind Singh (1709-1710) però fou derrotat pels mogols a Sadhaura (1710). Llavors fou governada per Khidmat, un oficial mogol, fins al 1739 i després de la invasió de Nadir Shah de Pèrsia el 1739 es va dividir en principats formats pels abdalis (durranis) que van governar del 1757 al 1763 quan els principats foren ocupats pels sikhs eliminant als governants abdalis. Després de la caiguda dels marathes davant els britànics (1803), el territori es va repartir entre els diversos caps locals o sardars que depenien abans dels rajes de Patiala, Jhind i Nabha. Però després que Ranjit Singh va consolidar el seu domini a Panjab va creuar el Sutlej el 1808 i va començar a cobrar tribut als senyors del Cis-Sutlej.
Pressionats per aquesta amenaça els caps locals van començar a demanar ajut als britànics que van acceptar la protecció i per un tractat signat el 1809 amb Ranjit Singh aquestos estats van quedar sota protectorat britànic garantint que no serien atacats des del nord; el 1811 els britànics van prohibir les guerres entre els senyors, únic privilegi que van perdre doncs cada sobirà nadiu, gran o petit, tenia jurisdicció civil, criminal i fiscal al seu territori, subjecte és clar al control de l'autoritat de l'agent del governador general que es va establir a Ambala; els prínceps no van pagar cap tribut ni van haver d'aportar contingents militars, encara que en cas de guerra estaven obligats a donar suport al govern britànic. La primera guerra sikh i la campanya del Sutlej de 1845 va donar als britànics l'oportunitat de comprovar la fidelitat d'aquestos prínceps que alguns van demostrar de manera visible, però en canvi altres van obstruir als britànics o els van combatre; molts dels prínceps van perdre la jurisdicció policial i les taxes per trànsit i duanes. L'agència d'Ambala fou transformada en un Comissionariat dirigit pel comissionat dels estats del Cis-Sutlej. El 1846 diversos prínceps havien extingit la seva nissaga per manca d'hereus mascles i els britànics van començar a adquirir territoris a l'entorn del districte (a partir del 1847). El juny de 1849 Panjab fou annexionat i llavors tots els principats foren abolits excepte Kalsia i Buria. No obstant els caps sikhs van mantenir amplis privilegis encara que no sobirans. Fou llavors quan va sorgir el districte d'Ambala.
Ambala era dipòsit militar i els sipais de la guarnició es van revoltar el 10 de maig de 1857; els britànics que havien estat alertats poc abans pel sipai Sham Singh, van sufocar el motí. El 1860-1861 va patir una fam que va desolar el país. El 1862 el veí districte de Thanesar fou desmantellat i tres parganes es van incorporar al districte d'Ambala. Una modificació de límits va tenir lloc el 1866. El districte tenia 6656 km² i 1.067.263 habitants el 1881 (el 1854 tenia 957.078 habitants però incloent les parganes de Thanesar que li foren unides el 1862; el 1868 la població era d'1.028.418 habitants), distribuïts en 2226 pobles i poblets. Limitava al nord-est amb les muntanyes del Himalaia, al nord amb el riu Sutlej, a l'est amb el principat de Patiala i el districte de Ludhiana i al sud amb el districte de Karbal i el riu Jumna. Llavors el riu Sutlej i el Jumna junt amb el Ghaggar (amb el seu afluent el Saraswati o Sarsuti) eren els principals del districte i altres menys importants eren el Chutang, Tangri, Baliali, Markanda, Begana, Kushala, Sukhia, i Sombh. L'administració estava en mans d'un subcomissionat, amb tres assistents, dos assistents extraordinaris, i els caps mèdic, fiscal i policial; els policies del districte eren 913 i hi havia presons a Ambala i a Rupar. Administrativament el districte es dividia en 6 tahsils i 15 parganes. Les municipalitats eren Ambala, Jagadhri, Sadhaura, Rupar, Buriya, Thanesar, Shahabad, Kharar, Pihewa, Radaur, i Ladwa
El 1869-1870 hi va haver una altra fam, però menys desastrosa que la d'uns anys abans, i que gairebé no va afectar la ciutat d'Ambala i rodalia.
Durant la II Guerra Mundial un bon nombre de persones del districte va lluitar al costat de Subash Chandra Bose. després de la independència el 15 d'agost de 1947 el districte va patir diverses modificacions que el van deixar en la seva superfície i població actuals.